# Катастрофа Ан-28 под Бенздорпом
Катастрофа Ан-28 под Бенздорпом — авиационная катастрофа, произошедшая в четверг 3 апреля 2008 года. Авиалайнер Ан-28 (регистрационный номер PZ-TSO) разбился при посадке в аэропорту Лава Антино в городе Бенздорп в Суринаме. В результате катастрофы погибли все находящиеся на борту 17 пассажиров и два члена экипажа.
Авиакатастрофа произошла около 11:00 по местному времени (14:00 UTC). Первые сообщения средств массовой информации указывают на то, что самолет был вынужден прервать посадку, поскольку взлетно-посадочная полоса использовалась в этот момент другим таким самолётом. Самолёт прервал заход на посадку, однако не смог набрать достаточную высоту и врезался в гору.

## Жертвы
Пилот Суриани Йау-Веркёйл была женой президента компании Blue Wing Airlines Амиханда Йау. Её брат был очевидцем катастрофы.
Также среди погибших был пилот Роберт Лакин и семья из шести человек из Антекума Пата, граждане Французской Гвианы; они должны были лететь в Анапаике.
Для оказания помощи в идентификации жертв в Суринам было отправлено  подразделение голландской полиции. Девять погибших были опознаны в Суринаме, ещё десять — при помощи анализов ДНК в Нидерландском институте судебной медицины.

## Рейс
Самолёт вылетел из аэропорта Зорг-Эн-Хуп в Суринам — столицу Парамарибо с семнадцатью пассажирами и двумя членами экипажа в 10:00 по местному времени. Одиннадцать человек должны были высадиться в аэропорту Лава Антино, который находится в 10 км к западу от юго-восточного района золотодобычи города Бенздорп, возле реки Лава, около границы с Французской Гвианой, где они должны были работать в телекоммуникационной компании Телесур.